# Amblans-et-Velotte
Amblans-et-Velotte é uma comuna francesa na região administrativa de Borgonha-Franco-Condado, no departamento de Alto Sona. Estende-se por uma área de 9,76 km². Em 2010 a comuna tinha 406 habitantes (densidade: 41,6 hab./km²).